# 讃美歌 (1903年版)
讃美歌 (1903年版)（さんびか1903ねんばん）は1903年（明治36年）に日本最初のキリスト教各派の賛美歌集を総合した共通讃美歌集。

## 歴史
出版後約30年間、讃美歌 (1931年版)が出版されるまで日本全国のキリスト教会で用いられた。1909年には第2編が発行され、後に作者紹介を含む1、2編合本も発行された。また浸礼派用の讃美歌が付加されたバージョンもある。
ソルファートニック（所謂ドレミ）の付記されたものと、付記されていないバージョンがある。後年はソルファートニックのついているもののみとなった。
湯谷磋一郎、別所梅之助、三輪源造、マクネアの四人によって編集された。小崎弘道、和田秀豊なども手伝った。
459篇の歌と、3篇の頌栄と、18篇の讃詠からなっている。
特徴としては、福音唱歌を多く取り入れていること、西洋の民謡曲を多く用いた事である。
欠点は、歌詞と音楽が一致していないことである。

## 関連文献
- 委員『讃美歌』警醒社、教文館、1903年12月
- 尾島真治著『讃美歌説明』警醒社書店、1910年4月